# Židovský hřbitov v Kežmarku
Ortodoxní židovský hřbitov (německy Orthodoxer jüdischer Friedhof) je historický židovský hřbitov na severním okraji města Kežmarok. V roce 2000 byl prohlášen za národní kulturní památku Slovenské republiky. Hřbitov byl v letech 2003–2004 rekonstruován občanským sdružením Astra a podle inspekce památkové péče Ministerstva kultury Slovenské republiky je nejudržovanějším židovským hřbitovem na Slovensku. Má rozměry přibližně 50 × 60 metrů, nachází se na něm 558 náhrobků, z nichž pouze 36 má nečitelné texty.

## Historie
Hřbitov vznikl pravděpodobně po roce 1867, kdy byla založena židovská obec v Kežmarku. Nejstarší dochovaný hrob pochází z roku 1875, nejnovější hrob je z roku 2002.
V obvodové zdi hřbitova se nachází druhý, nepoužívaný vchod z ulice Biela Voda, vedoucí přes dům smutku, hebrejsky nazývaný ciduk ha-din. Od této budovy vede cesta, která rozděluje hřbitov na dvě části – ženskou stranu vpravo a mužskou stranu vlevo. Výjimkou z tohoto rozdělení je část naproti domu smutku u západní zdi, kde jsou v posledních třech řadách také ženské hroby na levé straně. Je to pravděpodobně způsobeno tím, že hřbitov byl v minulosti zkrácen asi o deset metrů a hroby byly odtamtud přemístěny. Starší literatura uvádí délku hřbitova sedmdesát metrů, což je o deset metrů více než dnes. Náhrobky jsou poměrně pravidelně uspořádány do 25 řad, v samostatné řadě jsou pohřbeni potomci rodiny Kohenů, jejichž náhrobky jsou zdobeny motivem žehnajících rukou. V severní části, přibližně uprostřed hřbitova, se nachází jednoduchý kovový přístřešek, který chrání hrob kežmarského rabína Abrahama Grünburga. Na jeho hrob upozorňuje ohel – skromné mauzoleum.
Nápisy na náhrobcích jsou v hebrejštině, němčině a maďarštině. Převažujícím materiálem je pískovec, mramor a žula, ale je zde i značně poškozený kovový náhrobek. Rozmanitost tvarů náhrobků svědčí o sociální rozmanitosti místní komunity. Kromě tradičních jednoduchých stél se zde vyskytují horizontální náhrobky ve tvaru sarkofágů nebo monumentální mramorové pomníky ohrazené masivním kovaným zábradlím. Stejně bohatá je i výzdoba náhrobků. Vedle geometrických a rostlinných ornamentů převážně secesního charakteru se zde vyskytují tradiční symboly, jako jsou žehnající ruce kohenů, džbán levitů, koruna, Davidova hvězda, svícen a smuteční vrba.
V současné době se v Kežmarku nacházejí tři hřbitovy. Židovský hřbitov je přístupný pouze po předchozí domluvě se správcem. Na Starém a Novém hřbitově se stále pohřbívá a jsou volně přístupné.

## Rabín Abraham Grünburg
Rabín Abraham Grünburg (1839–1918) patří mezi nejvýznamnější osobnosti židovské náboženské obce pohřbené na židovském hřbitově v Kežmarku. Ačkoli nebyl prvním kežmarským rabínem (krátce po příchodu prvních Židů do města v roce 1841 zde žil a působil rabín Noach Kircz), věrně sloužil ve sboru od roku 1874 až do své smrti. Hluboce ovlivnil život nejen židovského obyvatelstva Kežmarku. V sousedních Huncovcích založil ješivu (vyšší rabínskou školu) – spolu s bratislavskou nejvýznamnější v Uhrách, kde studovalo asi 50 studentů. Za jeho působení byl pro židovskou náboženskou obec vybudován celý komplex budov, počínaje reprezentativní synagogou. Již před ní, kolem roku 1853, byla postavena menší synagoga, která však byla později pod jeho vedením přestavěna. Základní kámen nové synagogy byl položen 24. května 1883. Významným přínosem Abrahama Grünburga bylo, že s pomocí svých žáků sestavil abecední seznam narozených ze všech spišských rabínských matrik. Vznikl tak soupis obsahující 3200 jmen židovských dětí narozených v letech 1833 až 1882.

## Galerie

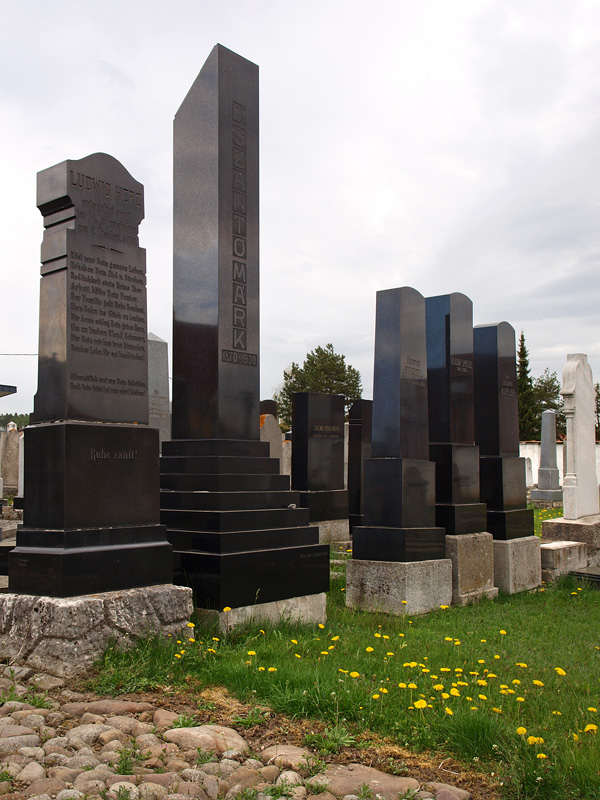
Náhrobky
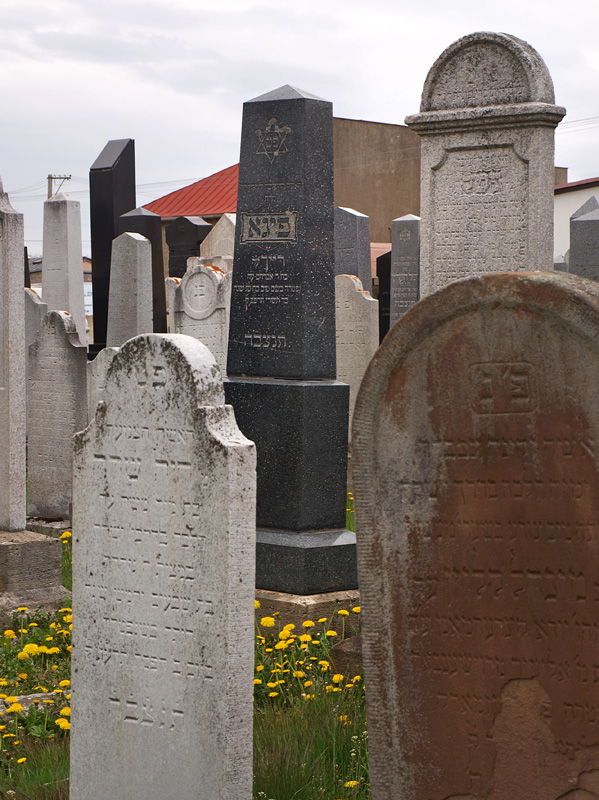
Náhrobky
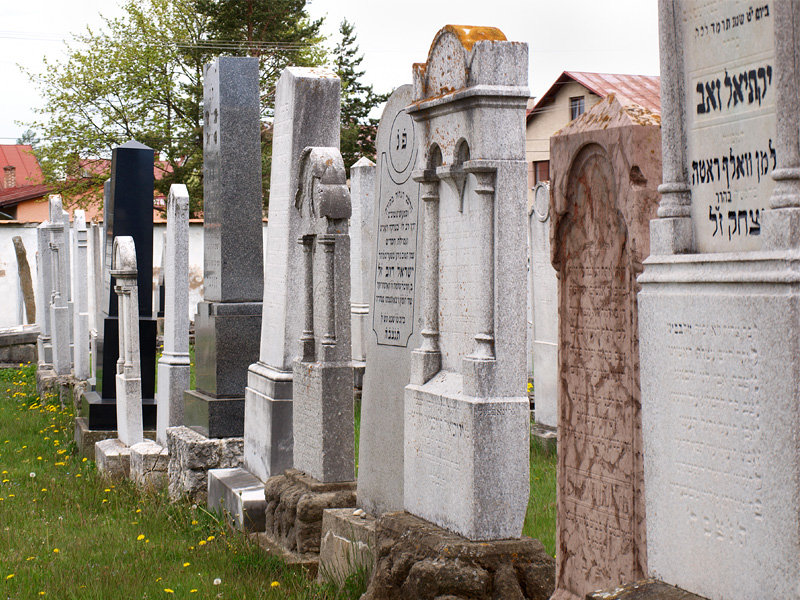
Řada náhrobků
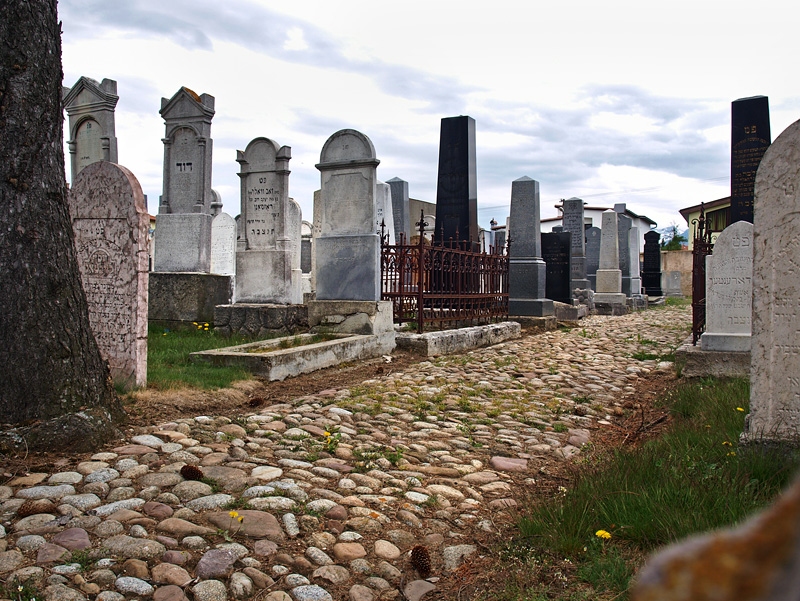
Náhrobky
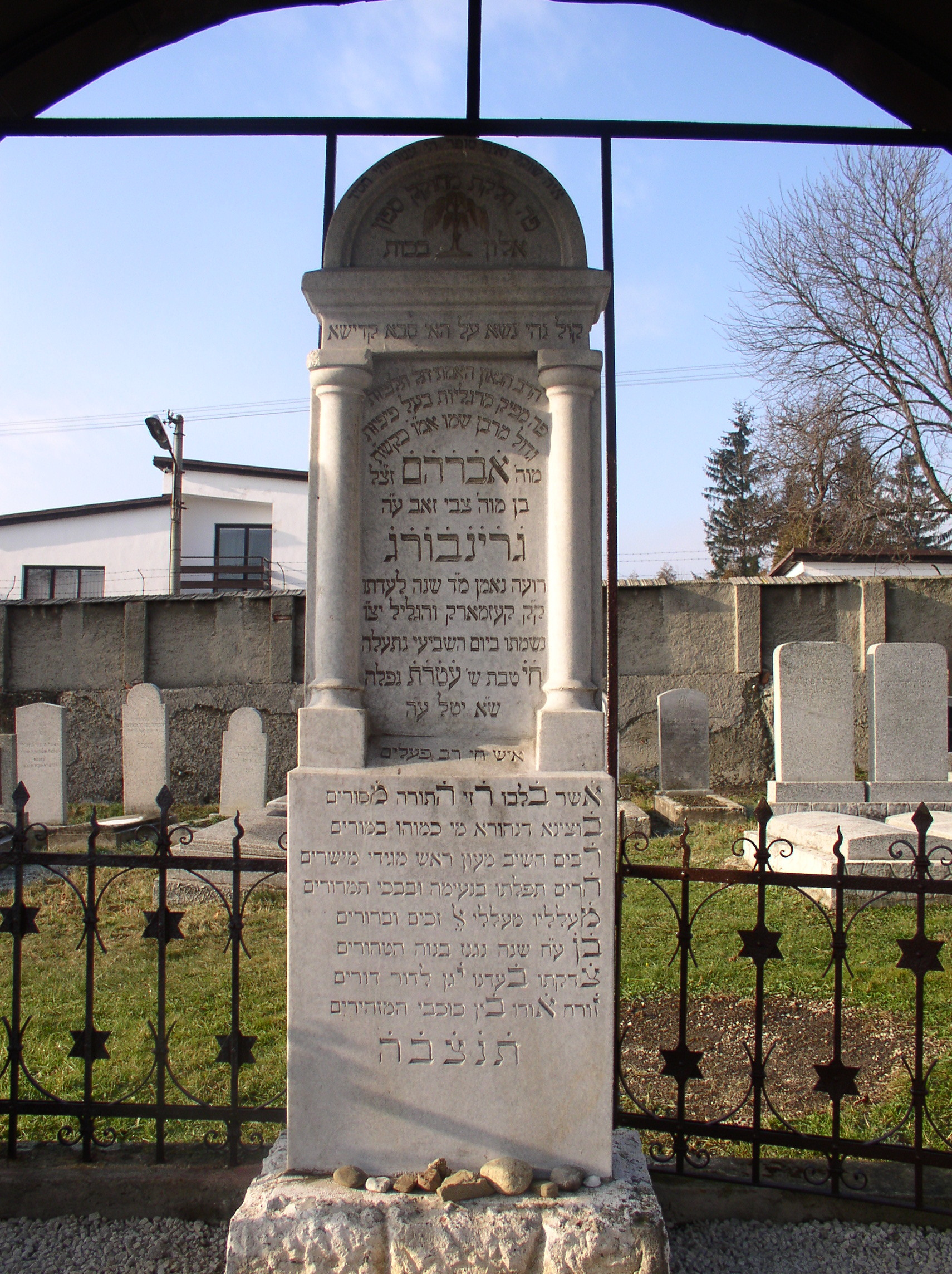
Hrob rabína Abrahama Grünburga